# Кайл, Джон
Джон Ллуэ́ллин Кайл (англ. Jon Llewellyn Kyl; 25 апреля 1942 года, Окленд, Небраска, США) — американский государственный деятель, политик. 
Сенатор США от штата Аризона (1995 — 2013; с 4 сентября по 31 декабря 2018 года). Член Республиканской партии. Сын Джона Генри Кайла, который был членом Палаты представителей США от штата Айова.

## Биография
Окончил Аризонский университет, получил степень в области права (1966) и занимался юридической практикой в городе Финикс.
В 1987—1995 — член Палаты представителей США.
Был избран в Сенат США в 1994 году. Он был переизбран в 2000 и 2006 годах.
В 2012 году отказался от переизбрания в Сенат, и его кресло занял вновь республиканец — Джефф Флэйк, победивший в предвыборной борьбе демократа Ричарда Кармону.
4 сентября 2018 года стало известно, что губернатор Аризоны Даг Дьюси назначил Кайла на место в Сенате, освободившееся после смерти Джона Маккейна.
Кайл заявил, что не будет участвовать в досрочных выборах, которые состоятся в 2020 году.
18 декабря 2018 года губернатор Дьюси объявил о назначении Марты Максалли сенатором США на место, которое освободится после намеченной на 31 декабря 2018 года отставки Кайла.